# Jbel Ouanoukrim
O Jbel Ouanoukrim ou Monte Ouanoukrim (pronúncia: "uanucrim") é uma montanha de Marrocos, situada no maciço do Alto Atlas, a sul de Marraquexe e a sudoeste do Jbel Toubkal, a montanha mais alta do Norte de África.
O Ouanoukrim é constituído por dois cumes: o Timesguida ou Timzguida e o Ras n'Ouanoukrim. O primeiro tem 4 089 metros de altitude e o segundo, situado a norte, tem 4 083 m. Os dois cumes são separados por um pequeno colo situado a 3 968 m de altitude. A altitude do Ouanoukrim faz dele a segunda montanha mais alta do norte de África a seguir ao Toubkal. O conjunto da montanha faz parte do Parque Nacional de Toubkal.